# Erlösfunktion
Die Erlösfunktion (auch Ertragsfunktion oder Umsatzfunktion genannt) stellt in der betriebswirtschaftlichen Kosten- und Erlösrechnung den Zusammenhang zwischen den Umsatzerlösen und einer Bezugsgrößenmenge (in der Regel die Absatzmenge) dar.

## Allgemeines
Die Erlösfunktion ist die mathematische Darstellung der Abhängigkeiten zwischen der Absatzmenge und den Umsatzerlösen. Auf diese Weise lassen sich sämtliche Abhängigkeiten in der Betriebswirtschaftslehre wie beispielsweise bei der korrespondierenden Kostenfunktion als mathematische Funktionen darstellen. Die Erlösfunktion beschreibt die Entwicklung des Umsatzerlöses in Abhängigkeit von der abgesetzten Menge. Die abgesetzte Menge ist wiederum abhängig vom Verkaufspreis, der entweder konstant sein kann oder in Abhängigkeit von der Absatzmenge variiert.

## Ermittlung
Ausgangspunkt ist der Umsatzerlös {\displaystyle E} als Produkt aus dem Verkaufspreis {\displaystyle p} und der Absatzmenge {\displaystyle x}, wobei {\displaystyle x} von {\displaystyle p} abhängt:
{\displaystyle E=p\cdot x}.
Unter der Annahme eines konstanten Verkaufspreises (keine Rabatte o. ä.) {\displaystyle p} erhält man für eine Bezugsgrößenmenge (Absatzmenge) {\displaystyle x} folgende Form der Erlösfunktion {\displaystyle E}:
{\displaystyle E(x)=p\cdot x}.
Bei gleichbleibenden Verkaufspreisen steigen die Erlöse mit der Zunahme der verkauften Produkteinheiten linear an. Die erste Ableitung dieser Erlösfunktion nennt man – analog zu den Grenzkosten auf der Kostenseite – Grenzerlös.

## Wirtschaftliche Aspekte
Das Gewinnmaximum liegt im Monopol dort, wo der positive Abstand zwischen der Erlösfunktion und der Kostenfunktion am größten ist.